# Paulos Savva
Paulos Savva (in greco: Παύλος Σάββα; 14 maggio 1965) è un ex calciatore e allenatore di calcio cipriota, di ruolo centrocampista.

## Carriera
Tra il 1986 ed il 1992, ha disputato 24 incontri con la nazionale cipriota segnando anche un gol.

## Palmarès

### Giocatore

#### Competizioni nazionali
- Coppa di Cipro: 2

AEL Limassol: 1986-1987, 1988-1989